# پارتاماسیریس ارمنستان
پارتاماسیریس ، همچنین به عنوان پارتاماسیر یا پارتوماسیریس  (در نیمه دوم قرن اول و نیمه اول قرن دوم شکوفا شد، درگذشت ۱۱۴) شاهزاده اشکانی بود که به عنوان پادشاه ارمنستان خدمت می کرد.
پارتاماسیریس یکی از سه پسر پاکور دوم پادشاه اشکانیان  از مادری ناشناس بود. او از طریق پدرش یکی از اعضای خاندان پارت بود و از این رو یکی از اعضای خاندان اشکانی ارمنستان بود.  اطلاعات کمی از زندگی او قبل از تبدیل شدن به پادشاه ارمنستان وجود دارد.